# Spacely's Sprocket Rockets
Spacely's Sprocket Rockets (sinds 2018 Sprocket Rockets)  is een stalen achtbaan in Six Flags Great America. De attractie heeft een minimale lengtebeperking van slechts 91 centimeter. Het is een achtbaan van het type Junior Coaster van 207 meter van Vekoma. De achtbaan staat in het themagedeelte Camp Cartoon Network.
Spacely's Sprocket Rockets was de tweede kinderachtbaan van het park. De eerste, een Bradley & Kaye Little Dipper, draaide alleen in het seizoen van 1976 en heette Gulf Coaster. Door diverse brandjes werd Six Flags Great America datzelfde jaar gedwongen deze achtbaan te sluiten.

## Incident
In augustus 2006 overleed een meisje nadat ze last kreeg van hartfalen. Later werd bekendgemaakt dat het slachtoffer een aangeboren hartafwijking had en dit niks met de achtbaan te maken had.